# Десятова
Деся́това (рос. Десятова) — село (колишній присілок) у складі Ішимського району Тюменської області, Росія.
Населення — 552 особи (2010, 592 у 2002).
Національний склад станом на 2002 рік:
- росіяни — 94 %